# Laurent Ulrich
Laurent Bernard Marie Ulrich (Dijon, 1951. szeptember 7. –) francia római katolikus pap, Lille volt érseke. 2022. április 26-án Ferenc pápa a Párizsi főegyházmegye érsekévé nevezte ki.

## Élete
1951-ben született Dijonban. 2000. június 6-án nevezték ki a Chambéry–Saint-Jean-de-Maurienne–Tarentaise-i főegyházmegye metropolita érsekévé. XVI. Benedek pápa 2008. február 1-jén Lille utolsó püspökévé nevezte ki (megtartva korábbi tisztségéből az érseki címet), 2008. március 30-án pedig Lille első érsekévé, amikor Lille-t metropolita érseki rangra emelték. 2022. április 26-án kinevezték Párizs érsekévé. Május 5-ével a francia Keleti Rítusú Katolikus Ordinariátus főpapi tisztségét is ellátja.